# ميشيل ماثيسون
ميشيل ماثيسون (بالإنجليزية: Michele Matheson)‏ (14 أغسطس 1971)؛ ممثلة وروائية أمريكية.

## روابط خارجية
- ميشيل ماثيسون على موقع IMDb (الإنجليزية)
- ميشيل ماثيسون على موقع قاعدة بيانات الفيلم (الإنجليزية)